# Robert Hotz
Robert Hotz (* 26. September 1935; † 16. Oktober 2021 in Menzingen) war ein Schweizer Jesuit.

## Leben
Robert Hotz trat am 9. April 1956 in Rue FR in den Jesuitenorden ein. Er studierte von 1958 bis 1961 Philosophie in Pullach und Theologie in Lyon-Fourvière von 1964 bis 1968. Am 30. Juli 1967 wurde er im slawisch-byzantinischen Ritus zum Priester geweiht. Nach der Promotion 1978 in Theologie am Institut Catholique in Lyon war er von 1971 bis 1989 Mitglied der Redaktion der Zeitschrift Orientierung. Die letzten Gelübde legte er am 3. Juli 1979 ab.

## Schriften (Auswahl)
- Russland. Land der Dulder. Würzburg 1962, OCLC 67177104.
- Sie kämpften für die Heimat. Michail Scholochow als Schriftsteller, Parteiliterat und „Enfant terrible“. Eine Dokumentation. Bern 1972, ISBN 3-261-00335-9.
- Sakramente, im Wechselspiel zwischen Ost und West. Basel 2008, ISBN 978-3-909103-24-9.
- Geistige Rebellen im Zarenreich und Kommunismus. Zweihundert Jahre Regimekritik in der russischen Literatur. Köln 2009, ISBN 3-936835-57-8.